# Gewerbe-Ausstellung für Rheinland, Westfalen und benachbarte Bezirke

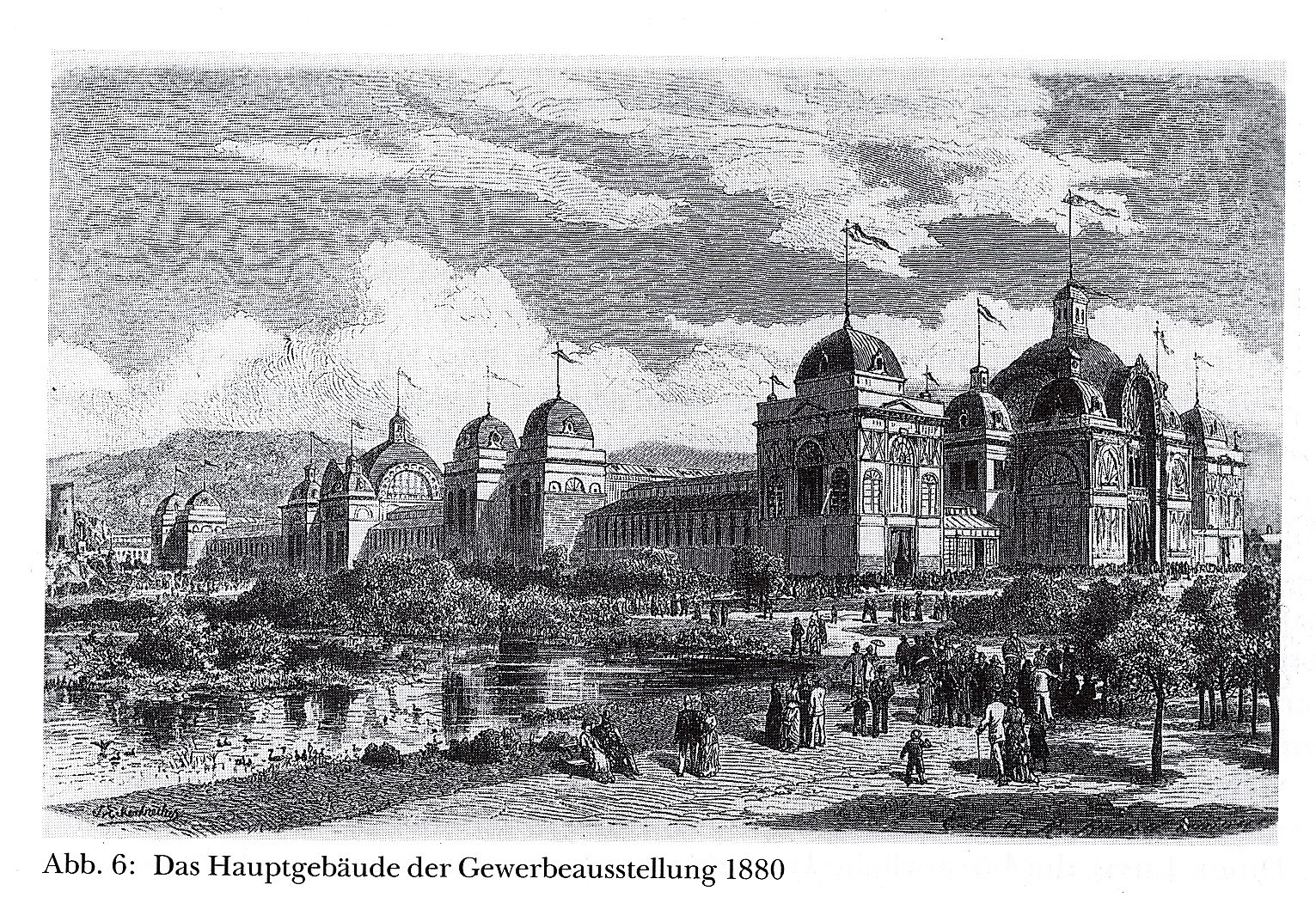
Hauptgebäude für die Gewerbe- und Kunstausstellung, Stich nach einer Zeichnung von Themistokles von Eckenbrecher

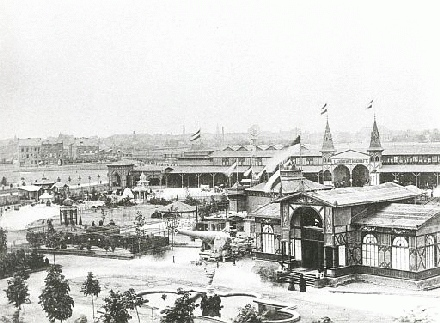
Gelände der Gewerbe- und Kunstausstellung im Zoo-Gelände, 1880

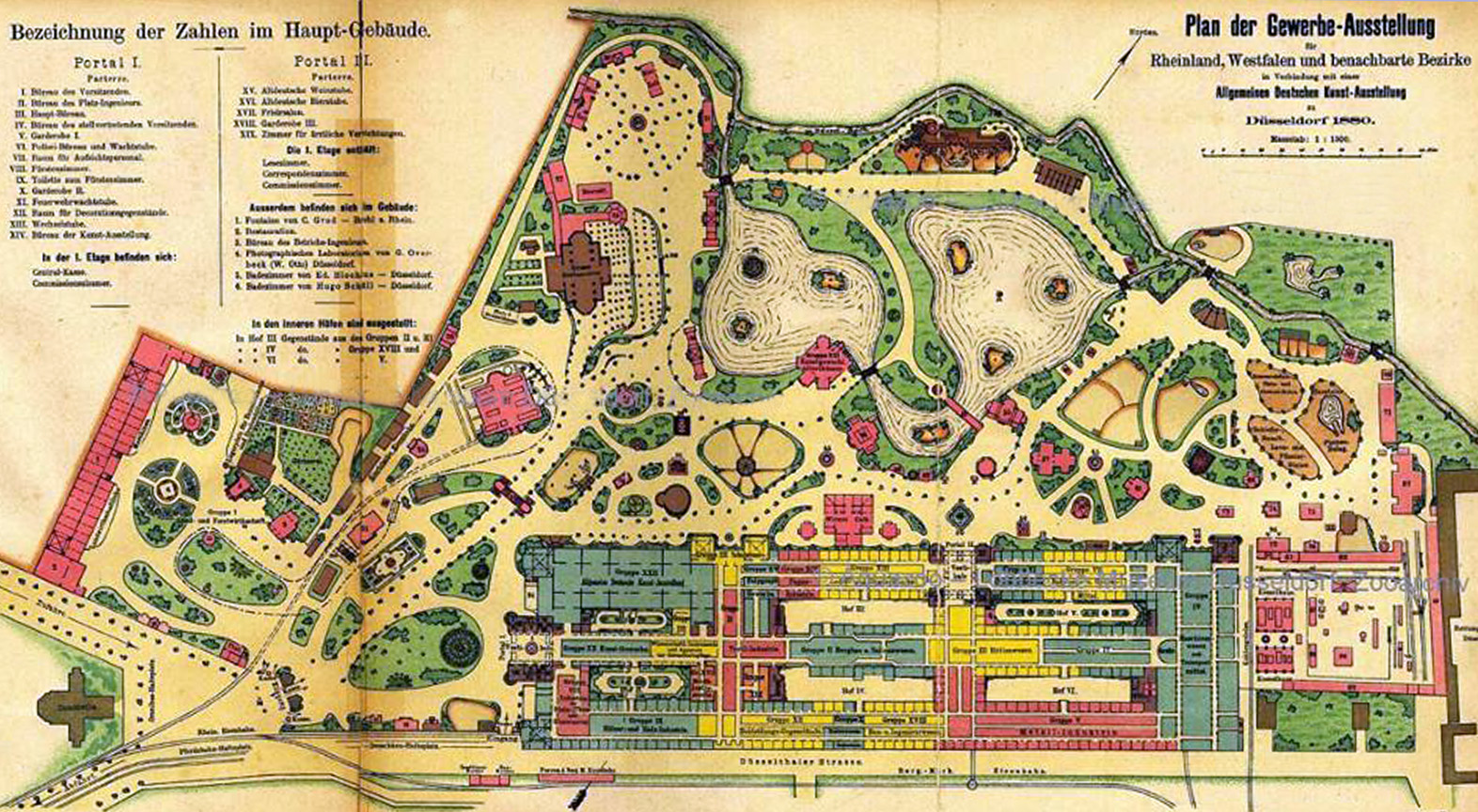
Plan Gewerbe- und Kunstausstellung auf dem Zoo-Gelände, 1880

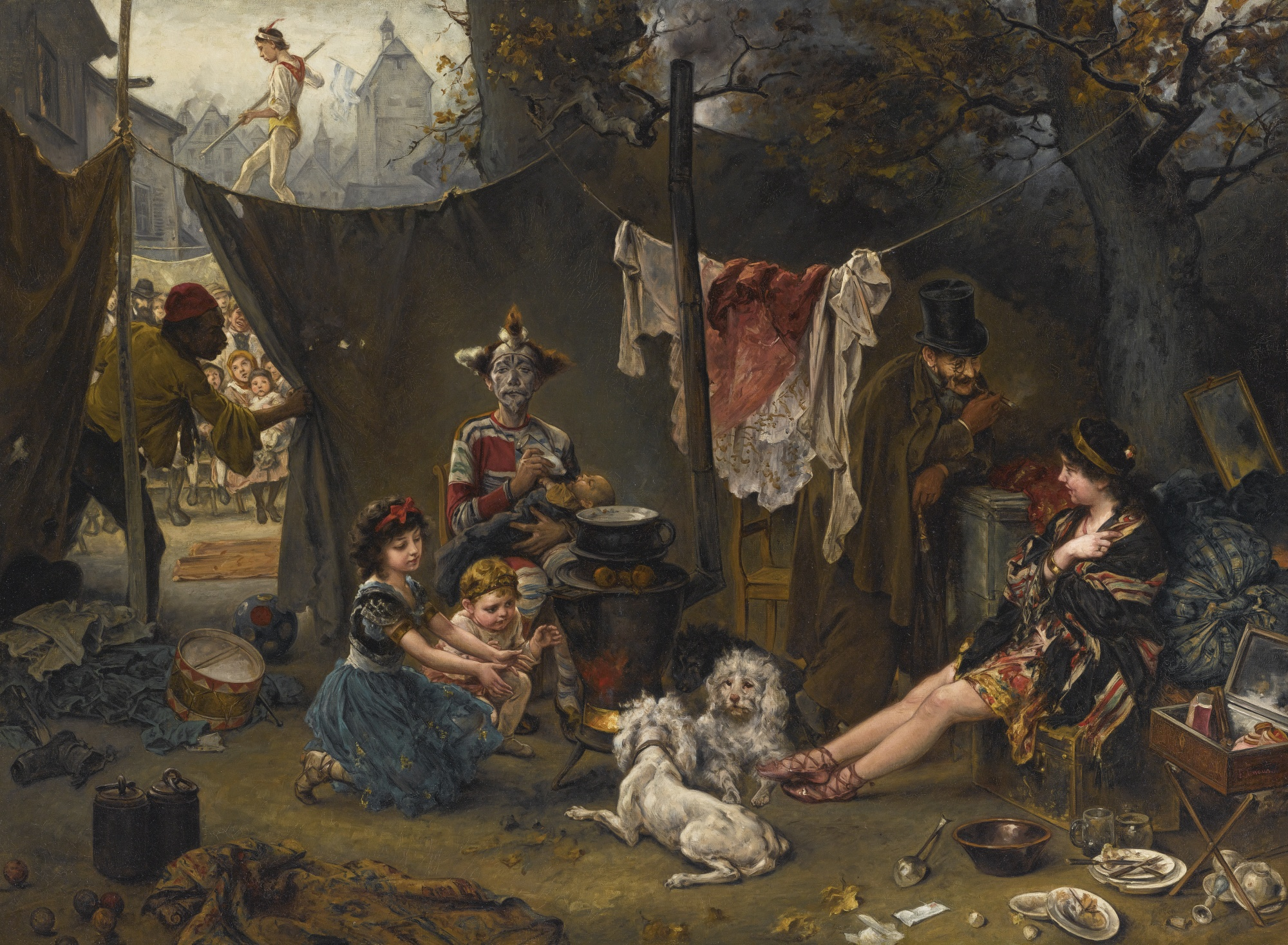
Ludwig Knaus: Hinter den Kulissen, 1880 – Exponat der Kunstausstellung

Die Gewerbe-Ausstellung für Rheinland, Westfalen und benachbarte Bezirke war eine Gewerbe-, Industrie und Kunstausstellung, die im Jahr 1880 in Düsseldorf stattfand. Das Hauptgebäude der Ausstellung wurde nach Plänen der Architekten Boldt & Frings erbaut. Als Gelände wurden der Zoologische Garten Düsseldorf und benachbarte Grundstücke übergangsweise genutzt.

## Geschichte
Mit der Reichsgründung 1871 nahmen deutsche Beiträge zum Ausstellungswesen gewerblicher, industrieller, technischer und künstlerischer Erzeugnisse bedeutendere Ausmaße an. Jedoch war der Beitrag zur Centennial Exhibition in Philadelphia, der ersten Weltausstellung, die 1876 in den Vereinigten Staaten stattfand, in den Augen rheinisch-westfälischer Industrieller überstürzt vorbereitet und schlecht beschickt worden. Unter Führung des Industriellen Heinrich Lueg und des Bankiers Christian Gottfried Trinkaus schlossen sie sich daher nach dem Vorbild der Provinzial-Gewerbe-Ausstellung für Rheinland und Westphalen des Jahres 1852 zusammen, um mit einer Gewerbeausstellung der Rheinprovinz, der Provinz Westfalen und „benachbarter Bezirke“ – das waren die Hohenzollernschen Lande, der Regierungsbezirk Wiesbaden sowie die Fürstentümer Schaumburg-Lippe, Lippe, Birkenfeld und Waldeck-Pyrmont – eine eigene Ausstellung in Düsseldorf abzuhalten. Zur Finanzierung der Ausstellung organisierten sie einen Garantiefonds von 400.000 Mark.
1879 erhielt die Architektengemeinschaft Boldt & Frings den lukrativen Auftrag, das Hauptgebäude für die Ausstellung in Düsseldorf zu entwerfen. Die Ausstellung war das erste große Ausstellungsprojekt der Rheinprovinz und der Provinz Westfalen. An ihm beteiligten sich auch die Provinz Hessen-Nassau mit der Stadt Frankfurt am Main. Auf dem Areal wurden 100 Hallen errichtet. Dort präsentierten über 3000 Unternehmen aus dem Rheinland und aus Westfalen ihre Produkte. Über eine Million Besucher wurden gezählt. Von Anfang Mai bis Oktober 1880 fand im heutigen Zoo-Gelände und auf den umgebenden Grundstücken die „Gewerbe-Ausstellung für Rheinland, Westfalen und benachbarte Bezirke“ statt. Integriert war die „4. Allgemeine Deutsche Kunst-Ausstellung“ der Allgemeinen Deutschen Kunstgenossenschaft. Sie wurde durch eine Ausstellung „kunstgewerblicher Alterthümer“ ergänzt.
Im Mittelpunkt der Ausstellung wurde nach Plänen von Boldt und Frings ein „geschlossenes Hallensystem von 102 m mal 360 m Frontenlänge erbaut“, bestehend aus „3 Langhallen-Bauten, die durch 4 Querhallen verbunden werden, so daß 6 innere Höfe entstehen“. Die schmale Seite des Baus war die Hauptfassade. Diese zeigte in der Mitte einen „imposanten, von 4 Thürmen flankirten Kuppelbau“. Diese wurden an den vier Ecken mit Kuppelpavillons bereichert. Das Baumaterial war meist Holz, die Dächer bestanden aus rotbrauner Dachpappe und Draperien aus bunt schablonierter Sackleinwand. Im Hauptgebäude wurden mehr als 1000 Objekte, darunter 887 Gemälde gezeigt.
Die Ausstellung war ein finanzieller Erfolg. Die Gewinne sollten zur Entwicklung des westdeutschen Kunstgewerbes verwandt werden. Hierzu gründete sich 1882 aus dem Kreis der Ausstellungsveranstalter um Heinrich Lueg der Central-Gewerbe-Verein für Rheinland, Westfalen und benachbarte Bezirke, der 1883 im Gebäude der Kunstgewerbeschule Düsseldorf einen Vorläufer des 1896 als Neubau errichteten Kunstgewerbemuseums Düsseldorf eröffnete. Seit 1898 inspirierten die Erfolge der Ausstellung außerdem verschiedene Verbände der rheinisch-westfälischen Stahl- und Eisenindustrie und anderer Wirtschaftszweige sowie Düsseldorfer Künstler, Kunsthistoriker und Kunstgewerbler zur Vorbereitung der Industrie-, Gewerbe- und Kunstausstellung 1902 in Düsseldorf.